# María Wiesse
María Jesús Isabel Wiesse Romero (Lima, 19 de noviembre de 1894 - Lima, 29 de julio de 1964) fue una biógrafa, poetisa, cuentista, ensayista, antologadora, traductora, difusora cultural peruana y pionera de la crítica cinematográfica en el Perú.

## Biografía
Sus padres fueron Teresa Romero Paz y Carlos Wiesse Portocarrero. Pasó su infancia entre Londres y Lausana, donde su padre trabajaba como abogado de la Peruvian Corporation. En 1922 se casó con el pintor José Sabogal (1888-1956), con quien tuvo dos hijos: José Rodolfo Sabogal Wiesse (1923-1983) y Rosa Teresa Sabogal Wiesse (1925-1985).
Wiesse era una mujer de élite que transitaba por los bordes del feminismo, preocupada por el hogar, la niñez y la educación. Se involucraba con la cultura, además de mantenerse activa como escritora, no dejaba su labor de crítica de cine, música y literatura.
Un aspecto particular de su estilo, es el cuidado hacia lo estético que vigilaba la escritora, un ejemplo claro es el que encontramos en críticas donde enfatiza la retórica de la imagen antes que el carácter revolucionario de las películas del cine soviético. Buscó confrontar los modos acostumbrados de ver el cine, es decir la defensa del valor artístico versus un simple entretenimiento.
Aparte de producir publicaciones propias, fue asidua colaboradora de diversas revistas, tales como Amauta, donde escribió la columna «CINEMA. Notas sobre algunos films» entre 1928 y 1929 y, en total, dejó escritos sobre veintisiete películas;Variedades; Mundial; Social; Hora del Hombre; Mensajero agrícola; Almanaque Agropecuario del Perú y en el diario La Crónica. Además, fundó y dirigió la revista mensual Familia.
Asimismo, ue fundadora, hacia 1923, del Consejo Nacional de Mujeres del Perú.Durante años transmitió un programa de música clásica a través de las ondas de Radio Nacional del Perú.

## Libros publicados

### Diario de viaje
- Croquis de viaje, (Lima, 1923)[6]

### Poesía
- Motivos líricos (con maderas originales de José Sabogal), (1924)
- Nocturnos, (Lima, 1925)[7]
- Glosas franciscanas (con maderas originales de José Sabogal), (Lima, 1926)
- Trébol de cuatro hojas, (Lima, 1932)
- Canciones, Lima, Imprenta Lux, mayo de 1934;
- Estancias, Lima, 1945;
- Rosa de los vientos, Lima, 1949;
- Jabirú (diversiones al margen de la poesía), (Lima, 1951)

### Novela
- La huachafita (ensayo de novela limeña), (Lima, 1927)[8]
- Rosario (historia de una niña), (Lima, 1929)
- Diario sin fechas (novela), (Lima, 1948)
- Tríptico, (Lima, 1953)

### Cuento
- Nueve relatos (con maderas de José Sabogal), (Lima, 1933)[9] Acceso: https://es.scribd.com/document/595044556/Nueve-relatos-Maria-Wiesse
- Quipus, (relatos peruanos para niños), (Lima, 1936)[10]
- Aves nocturnas, (Lima, 1941)[11] Acceso: https://es.scribd.com/document/788931111/Aves-Nocturnas-Maria-Wiesse
- El mar y los piratas (Lima, 1947)
- La flauta de Marsías (leyendas de la música), (Lima, 1950)
- Pequeñas historias, (Lima, 1951)
- Linterna mágica, (1954)
- La torre bermeja, (1955)
- El pez de oro y otras historietas absurdas, (Lima, 1958)

### Teatro
- La hermana mayor (comedia en un acto y tres cuadros); El modistón (entremés), (Lima, 1918)[12]

### Biografías
- Santa Rosa de Lima, Lima, Casa Editorial F. y E. Rosay, 1922.
- José María Córdova (1799-1829, ensayo biográfico). Lima, Tip. de la "Voce d'Italia", 1924.
- La romántica vida de Mariano Melgar (con maderas de José Sabogal). Lima,  Club del Libro Peruano, 1939.[13]
- José Carlos Mariátegui (etapas de su vida), (Lima, 1945)
- José Sabogal, el artista y el hombre, (Lima, 1957)

### Ensayo
- La cruz y el Sol (ensayo sobre mitos religiosos del antiguo Perú), (Lima, 1943)
- Viaje al país de la música, (Lima, 1943)
- Lima, (Lima, Ediciones Contur, 1946)[14]
- El niño, ese desconocido, (Lima, 1949)
- El mensaje de la música, (Lima, 1952)
- Vida del Perú y de su pueblo (ensayo), (Lima, 1958)[15]

### Como antologadora
- Antología de la poesía amorosa peruana, Lima, Ediciones Hora del Hombre, 1946.

## Publicaciones en la prensa (selección)
- Lectura de la historia del Perú para la escuela, (Lima, Educar, N° 11, mayo de 1942)
- Motivos del mar y de la Luna, (Lima, Almanaque Agropecuario del Perú, 1957)
- Y los árboles hablaron, revista Mensajero agrícola N° 109, Lima, 1957;
- La Luna, culto y mitos, (Lima, Almanaque Agropecuario del Perú, 1957)
- El canto del río, (Lima, Almanaque Agropecuario del Perú, 1959)

### Publicaciones de cine
María Wiesse se desenvolvió como precursora de la crítica y análisis de cine en Perú a mediados de la década de 1920. Escribió para las revistas Amauta (Perú), en donde desde 1928 hasta 1930 tuvo a cargo la columna 'Cinema: notas sobre algunos films' y, 'Close up' (Inglaterra). Entre los textos que escribió para la revista Amauta se encuentran 'Los problemas del cinema' y las columnas donde reseña películas de su época como: 'Chang', 'Napoleón', 'Casanova', 'La conquista de la selva', 'Metrópolis', 'Alas', 'El jugador de ajedrez'. 

## Traducción literaria

### Traducción del inglés al español
- Alan Seeger: Tengo una cita con la muerte y Una oración de enfermera, Lima, revista Variedades, 7 de julio de 1920.

### Traducciones del francés al español
- Paul Fort: La gran embriaguez, Lima, Revista Social N° 16, octubre de 1931, pág. 13
- Anna de Noailles: Poesías, Lima, Revista Social N° 53, mayo de 1933, pág. 9
- Poetas de Francia, Lima, Revista Hora del Hombre N° 61, agosto de 1948, pág. 10

## Obra publicada en antologías
- El artículo El niño en la literatura y el relato El niño robado en Jorge Eslava: Paisaje de la mañana. Esbozo para un curso de literatura infantil peruana. Lima, Fondo Editorial de la Universidad de Lima, 2017. ISBN 978-9972-45-404-2.[16]

## Impacto cultural
El 16 de marzo del 2023, el Ministerio de Cultura declaró Patrimonio Cultural de la Nación a veintidós de sus títulos publicados entre los años 1918 y 1958. El pedido lo realizó la Biblioteca Nacional del Perú a través del Viceministerio de Patrimonio Cultural e Industrias Culturales, haciéndose efectivo mediante Resolución Ministerial.
Las obras declaradas son: La hermana mayor, El modistón: entremés, Motivos líricos: maderas de José Sabogal, Trébol de cuatro hojas - poemas, Canciones, Estancias, Jabirú: diversiones al margen de la poesía, Glosas franciscanas: maderas originales de José Sabogal, La huachafita, Rosario: historia de una niña, Diario sin fechas, Tríptico, Nocturnos: maderas originales de José Sabogal, Nueve relatos (maderas de José Sabogal), Quipus: relatos peruanos para niños, Aves nocturnas, Pequeñas historias, Linterna mágica, El pez de oro y otras historietas absurdas, Viaje al país de la música y El niño, ese desconocido.